# Ruprechtia fusca
Ruprechtia fusca är en slideväxtart som beskrevs av Merritt Lyndon Fernald. Ruprechtia fusca ingår i släktet Ruprechtia och familjen slideväxter. Inga underarter finns listade i Catalogue of Life.